# Мост Ульсан
Ульсан (кор. 울산대교 Ульсан тэгё) — автомобильный мост в устье реки Тхэхваган, соединяющий район Нам-гу с районом Тон-гу города-метрополии Ульсан, Республика Корея. Его длина около 1,8 километра, высота — 203 метра. Строительство началось в ноябре 2000 года, и было завершено в июне 2015 года.